# Anomalepis
Anomalepis – rodzaj węży z rodziny ociemkowatych (Anomalepididae).

## Zasięg występowania
Rodzaj obejmuje gatunki występujące w Ameryce Centralnej (Honduras, Nikaragua, Kostaryka i Panama) i Południowej (Kolumbia, Ekwador i Peru). 

## Systematyka

### Etymologia
Anomalepis (Anomalolepis): gr. ανωμαλος anōmalos „nierówny, dziwny”, od negatywnego przedrostka αν- an-; ομαλος omalos „równy”; λεπις lepis, λεπιδος lepidos „łuska, płytka”, od λεπω lepō „łuszczyć”.

### Podział systematyczny
Do rodzaju należą następujące gatunki:
- Anomalepis aspinosus Taylor, 1939
- Anomalepis colombia Marx, 1953
- Anomalepis flavapices Peters, 1957
- Anomalepis mexicana Jan, 1860